# Comuni della Cantabria

Cantabria in Spagna

I comuni della Cantabria sono pari a 102.

## Lista
| Comune                      | Popolazione (2015) |
| --------------------------- | ------------------ |
| Alfoz de Lloredo            | 2 485              |
| Ampuero                     | 4 184              |
| Anievas                     | 326                |
| Arenas de Iguña             | 1 752              |
| Argoños                     | 1 744              |
| Arnuero                     | 2 125              |
| Arredondo                   | 498                |
| Bárcena de Cicero           | 4 127              |
| Bárcena de Pie de Concha    | 728                |
| Bareyo                      | 2 011              |
| Cabezón de la Sal           | 8 353              |
| Cabezón de Liébana          | 622                |
| Cabuérniga                  | 998                |
| Camaleño                    | 1 008              |
| Camargo                     | 30 766             |
| Campoo de Enmedio           | 3 780              |
| Campoo de Yuso              | 685                |
| Cartes                      | 5 670              |
| Castañeda                   | 2 681              |
| Castro-Urdiales             | 31 833             |
| Cieza                       | 560                |
| Cillorigo de Liébana        | 1 318              |
| Colindres                   | 8 271              |
| Comillas                    | 2 267              |
| Corvera de Toranzo          | 2 080              |
| El Astillero                | 18 297             |
| Entrambasaguas              | 4 931              |
| Escalante                   | 758                |
| Guriezo                     | 2 354              |
| Hazas de Cesto              | 1 520              |
| Hermandad de Campoo de Suso | 1 679              |
| Herrerías                   | 657                |
| Lamasón                     | 302                |
| Laredo                      | 11 643             |
| Las Rozas de Valdearroyo    | 282                |
| Liendo                      | 1 223              |
| Liérganes                   | 2 386              |
| Limpias                     | 1 815              |
| Los Corrales de Buelna      | 11 077             |
| Los Tojos                   | 404                |
| Luena                       | 634                |
| Marina de Cudeyo            | 5 203              |
| Mazcuerras                  | 2 127              |
| Medio Cudeyo                | 7 530              |
| Meruelo                     | 1 922              |
| Miengo                      | 4 675              |
| Miera                       | 410                |
| Molledo                     | 1 595              |
| Noja                        | 2 587              |
| Penagos                     | 2 017              |
| Peñarrubia                  | 351                |
| Pesaguero                   | 312                |
| Pesquera                    | 73                 |
| Piélagos                    | 24 360             |
| Polaciones                  | 241                |
| Polanco                     | 5 705              |
| Potes                       | 1 413              |
| Puente Viesgo               | 2 886              |
| Ramales de la Victoria      | 2 820              |
| Rasines                     | 990                |
| Reinosa                     | 9 605              |
| Reocín                      | 8 382              |
| Ribamontán al Mar           | 4 419              |
| Ribamontán al Monte         | 2 267              |
| Rionansa                    | 1 051              |
| Riotuerto                   | 1 638              |
| Ruente                      | 1 037              |
| Ruesga                      | 903                |
| Ruiloba                     | 768                |
| San Felices de Buelna       | 2 408              |
| San Miguel de Aguayo        | 164                |
| San Pedro del Romeral       | 461                |
| San Roque de Riomiera       | 394                |
| San Vicente de la Barquera  | 4 247              |
| Santa Cruz de Bezana        | 12 560             |
| Santa María de Cayón        | 9 090              |
| Santander                   | 173 957            |
| Santillana del Mar          | 4 203              |
| Santiurde de Reinosa        | 279                |
| Santiurde de Toranzo        | 1 619              |
| Santoña                     | 11 088             |
| Saro                        | 511                |
| Selaya                      | 1 922              |
| Soba                        | 1 260              |
| Solórzano                   | 1 010              |
| Suances                     | 8 612              |
| Torrelavega                 | 53 496             |
| Tresviso                    | 71                 |
| Tudanca                     | 154                |
| Udías                       | 895                |
| Val de San Vicente          | 2 797              |
| Valdáliga                   | 2 309              |
| Valdeolea                   | 1 020              |
| Valdeprado del Río          | 331                |
| Valderredible               | 1 001              |
| Valle de Villaverde         | 336                |
| Vega de Liébana             | 793                |
| Vega de Pas                 | 814                |
| Villacarriedo               | 1 669              |
| Villaescusa                 | 3 826              |
| Villafufre                  | 1 032              |
| Voto                        | 2 729              |

## Fonti
- Instituto Nacional de Estadística